# Thomas Vanek
Thomas Vanek (* 19. ledna 1984, Baden, Rakousko) je bývalý rakouský hokejista s československými rodiči.

## Dětství
Jeho otec je Čech a jeho matka je Slovenka. Vyrůstal v Zell am See a Štýrském Hradci, kde jeho otec působil jako hokejista. Ve věku 14 let odešel do USA, studoval tam střední školu a hrál juniorský hokej za Sioux Falls Stampede.

## Klubová kariéra
Do seniorského hokeje vstoupil v týmu University of Minnesota Golden Gophers, kde byl hned v první sezóně (2002/2003) zvolen nejužitečnějším hráčem univerzitního mistrovství. Po sezóně byl v draftu NHL vybrán jako celkové pátý klubem Buffalo Sabres. Stal se tak nejvýše draftovaným rakouským hokejistou historie. V době výluky NHL hrál za Rochester Americans v AHL. V NHL debutoval v sezóně 2005/2006. V prvním roce dosáhl na nováčka výborných výsledků, zaznamenal 48 kanadských bodů a zejména 25 gólů. Následující sezóna byla pro Vanka z hlediska individuálních statistik rekordní, vstřelil 43 gólu (celkově pátý nejlepší střelec v ročníku NHL) a 84 kanadských bodů, což znamenalo průměr více než bod na utkání. Ve statistice plusových a minusových bodů byl s +47 body dokonce nejlepší v celé NHL a získal NHL Plus/Minus Award. Po sezóně podepsal s Buffalem novou lukrativní smlouvu, kterou se zařadil mezi nejlépe placené hokejisty celé ligy. V dalších sezónách nicméně jeho produktivita poklesla, i když počtem gólu stále patřil ke špičce ligy. V sezóně 2009/2010 jej přibrzdilo zranění, 28 gólů a 53 bodů pro něj znamenalo druhou nejhorší sezónu v NHL.
V sezóně 2013/2014 Vanek hned několikrát změnil angažmá. Buffalo jej nejprve výměnou poslalo do týmu New York Islanders, kde ale odmítl prosloužit smlouvu, a tak se stěhoval podruhé. Jeho novým zaměstnavatelem se stal tým Montreal Canadiens, ve kterém dohrál sezónu a následně se jako volný hráč upsal Minnesotě Wild.
Poté hrál za tým Detroit Red Wings, do kterého zamířil jako volný hráč 1. července roku 2016. Od března 2017 do září 2017 hrál za tým Florida Panthers.
Prvního září podepsal roční smlouvu za 2 miliony dolarů s týmem Vancouver Canucks.
26. února byl vyměněn do týmu Columbus Blue Jackets za hráče Jussi Jokinen a Tyler Motte.
Má příbuzné také v České republice: babičky Magdalénu Štibicovou a Hanu Janouchovou a bratrance Jirku Štibice, všichni pochází z Hradce Králové.

## Reprezentační kariéra
Za národní tým Rakouska hrál na mistrovství světa 2004, kde zaznamenal sedm kanadských bodů v šesti utkáních. Hrál také na mistrovství světa 2009.

## Individuální ocenění
- NHL Plus/Minus Award 2006/2007
- Sportovec roku v Rakousku 2007
- AHL All-Rookie Team 2004/2005

## Klubové statistiky
| Sezona     | Klub                     | Soutěž     | Základní část | Základní část | Základní část | Základní část | Základní část | Play off | Play off | Play off | Play off | Play off |
| Sezona     | Klub                     | Soutěž     | Z             | G             | A             | B             | TM            | Z        | G        | A        | B        | TM       |
| ---------- | ------------------------ | ---------- | ------------- | ------------- | ------------- | ------------- | ------------- | -------- | -------- | -------- | -------- | -------- |
| 1999/00    | Sioux Falls Stampede     | USHL       | 35            | 15            | 18            | 33            | 12            | 3        | 0        | 1        | 1        | 8        |
| 2000/01    | Sioux Falls Stampede     | USHL       | 20            | 19            | 10            | 29            | 15            | 8        | 5        | 4        | 9        | 2        |
| 2001/02    | Sioux Falls Stampede     | USHL       | 53            | 46            | 45            | 91            | 54            | 3        | 0        | 0        | 0        | 9        |
| 2002/03    | Minnesota Golden Gophers | NCAA       | 45            | 31            | 31            | 62            | 60            | —        | —        | —        | —        | —        |
| 2003/04    | Minnesota Golden Gophers | NCAA       | 38            | 26            | 25            | 51            | 72            | —        | —        | —        | —        | —        |
| 2004/05    | Rochester Americans      | AHL        | 74            | 42            | 26            | 68            | 62            | 5        | 2        | 3        | 5        | 10       |
| 2005/06    | Buffalo Sabres           | NHL        | 81            | 25            | 23            | 48            | 72            | 10       | 2        | 0        | 2        | 6        |
| 2006/07    | Buffalo Sabres           | NHL        | 82            | 43            | 41            | 84            | 40            | 16       | 6        | 4        | 10       | 10       |
| 2007/08    | Buffalo Sabres           | NHL        | 82            | 36            | 28            | 64            | 64            | —        | —        | —        | —        | —        |
| 2008/09    | Buffalo Sabres           | NHL        | 73            | 40            | 24            | 64            | 44            | —        | —        | —        | —        | —        |
| 2009/10    | Buffalo Sabres           | NHL        | 71            | 28            | 25            | 53            | 42            | 3        | 2        | 1        | 3        | 2        |
| 2010/11    | Buffalo Sabres           | NHL        | 80            | 32            | 41            | 73            | 24            | 7        | 5        | 0        | 5        | 0        |
| 2011/12    | Buffalo Sabres           | NHL        | 78            | 26            | 35            | 61            | 52            | —        | —        | —        | —        | —        |
| 2012/13    | Graz 99ers               | EBEL       | 11            | 5             | 10            | 15            | 4             | —        | —        | —        | —        | —        |
| 2012/13    | Buffalo Sabres           | NHL        | 38            | 20            | 21            | 41            | 20            | —        | —        | —        | —        | —        |
| 2013/14    | New York Islanders       | NHL        | 47            | 17            | 27            | 44            | 34            | —        | —        | —        | —        | —        |
| 2013/14    | Montreal Canadiens       | NHL        | 18            | 6             | 9             | 15            | 8             | 17       | 5        | 5        | 10       | 4        |
| 2014/15    | Minnesota Wild           | NHL        | 80            | 21            | 31            | 52            | 37            | —        | —        | —        | —        | —        |
| 2015/16    | Minnesota Wild           | NHL        | 74            | 18            | 23            | 41            | 22            | 10       | 0        | 4        | 4        | 2        |
| 2016/17    | Detroit Red Wings        | NHL        | 48            | 15            | 23            | 38            | 16            | —        | —        | —        | —        | —        |
| 2016/17    | Florida Panthers         | NHL        | 20            | 2             | 8             | 10            | 6             | —        | —        | —        | —        | —        |
| 2017/18    | Vancouver Canucks        | NHL        | 61            | 17            | 24            | 41            | 28            | —        | —        | —        | —        | —        |
| 2017/18    | Columbus Blue Jackets    | NHL        | 19            | 7             | 8             | 15            | 8             | 6        | 1        | 1        | 2        | 2        |
| 2018/19    | Detroit Red Wings        | NHL        |               |               |               |               |               |          |          |          |          |          |
| NHL celkem | NHL celkem               | NHL celkem | 965           | 357           | 396           | 753           | 521           | 69       | 21       | 15       | 36       | 26       |

### Reprezentační statistiky
| 2002         | Rakousko     | MSJ-D1       | 5  | 5 | 6  | 11 | 2  |
| 2003         | Rakousko     | MSJ-D1       | 5  | 9 | 4  | 13 | 10 |
| 2004         | Rakousko     | MSJ          | 6  | 3 | 1  | 4  | 37 |
| 2004         | Rakousko     | MS           | 6  | 2 | 5  | 7  | 0  |
| 2008         | Rakousko     | MS-D1        | 5  | 5 | 5  | 10 | 6  |
| 2009         | Rakousko     | MS           | 6  | 1 | 3  | 4  | 2  |
| 2013         | Rakousko     | MS           | 7  | 4 | 2  | 6  | 2  |
| Celkem na MS | Celkem na MS | Celkem na MS | 19 | 7 | 10 | 17 | 4  |